# Chromalizus rhodoscelis
Chromalizus rhodoscelis là một loài bọ cánh cứng trong họ Cerambycidae.